# Rick Davies
Rick Davies (* jako Richard Davies, 22. července 1944, Swindon, Wiltshire, Anglie, Spojené království) je britsko-americký hudebník, nejvíce známý jako frontman progresivní rockové skupiny Supertramp, od založení v roce 1969, až do roku 1983.